# 大田原庸清
大田原 庸清（おおたわら つねきよ）は、下野国大田原藩9代藩主。

## 略歴
宝暦3年（1753年）6月12日（『寛政重修諸家譜』では宝暦元年（1751年））、第8代藩主・大田原友清の次男として生まれる。長兄の寿清が宝暦6年（1756年）に早世したため、12月24日に世子となる。明和7年（1770年）12月16日に従五位下・飛騨守に叙位・任官する。安永4年（1775年）2月8日、父の隠居で家督を継ぎ、3月2日に飛騨守に遷任する。
享和2年（1802年）8月5日に江戸で死去した。享年50（または52）。跡を長男・光清が継いだ。

## 系譜
父母
- 大田原友清（父）

正室
- 松平長孝の娘

子女
- 大田原光清（長男）生母は正室
- 大田原愛清（三男）
- 大田原清徳